# Michishio
Il Michishio (満潮? lett. "Marea vigorosa") è stato un cacciatorpediniere della Marina imperiale giapponese, seconda unità della classe Asashio. Fu varato nel marzo 1937 dal cantiere Fujinagata di Osaka.
Assegnato all'8ª Divisione poco prima dell'inizio delle ostilità nel Pacifico, tra il dicembre 1941 e il febbraio 1942 operò in appoggio alle numerose azioni anfibie intraprese dalle forze armate giapponesi nelle Filippine e nelle Indie orientali olandesi; partecipò alla battaglia notturna nello Stretto di Badung (19-20 febbraio 1942) durante la quale subì gravi danni, tanto che riprese servizio solo a fine ottobre 1942. Inviato a Rabaul, a metà novembre ebbe le macchine completamente avariate da un attacco aereo e fu nuovamente posto in cantiere per un anno circa: solo nel novembre 1943, con contraerea potenziata, rientrò in azione nelle zone di retrovia e compì svariate missioni di scorta a convogli e grandi navi da guerra tra Truk, le Filippine, il Giappone e le Indie orientali olandesi occupate. Nel giugno 1944 fu presente alla battaglia del Mare delle Filippine come parte dello schermo difensivo alle portaerei, quindi nei mesi successivi rimase nel settore Singapore-isole Lingga con il resto delle forze da battaglia giapponesi. Nella seconda metà di ottobre seguì la 2ª Flotta nella disperata battaglia del Golfo di Leyte e fu affondato con quasi tutto l'equipaggio il 25 ottobre, nel corso del fallito forzamento dello Stretto di Surigao, da siluri lanciati da cacciatorpediniere statunitensi.

## Servizio operativo

### Costruzione
Il cacciatorpediniere Michishio fu ordinato nell'anno fiscale edito dal governo giapponese nel 1934. La sua chiglia fu impostata nel cantiere navale di Osaka, gestito dalla ditta Fujinagata, il 5 novembre 1935 e il varo avvenne il 15 marzo 1937; fu completato il 31 ottobre dello stesso anno. All'inizio degli anni quaranta la nave formò con l'Oshio, l'Asashio e l'Arashio l'8ª Divisione cacciatorpediniere, dipendente dalla 2ª Squadriglia della 2ª Flotta.

### 1941-1942
Passato al comando del capitano di fregata Masami Ogura all'inizio degli anni quaranta, il Michishio lasciò il 29 novembre 1941 lo Stretto di Terashima con il resto della propria unità e si diresse alla base militare di Mako nelle Pescadores, dove tutte le navi si ancorarono il 2 dicembre. Due giorni più tardi salpò inquadrato nel corpo principale della 2ª Flotta del viceammiraglio Nobutake Kondō, che funse da gruppo di copertura a distanza delle contemporanee operazioni anfibie in Malesia e nelle Filippine sino al 24 dicembre. Rientrato a Mako, ne partì il 31 con le unità sorelle per scortare il convoglio recante il terzo scaglione della 25ª Armata a Singora (Malesia), quindi la divisione si fermò il 5 gennaio 1942 a Hong Kong, da poco occupata. L'11 il Michishio e il resto del reparto salparono a fianco di un convoglio d'invasione per Davao, che fu conquistata senza difficoltà; il 31 ripartirono di scorta ai trasporti indirizzati sull'isola di Ambon nelle Indie olandesi e dall'8 febbraio protessero il gruppo d'occupazione di Makassar. Dopo la riuscita di queste operazioni, il Michishio e i gemelli furono assegnati alla difesa degli sbarchi a Bali e Lombok, avvenuti la mattina del 18 febbraio. La notte del 19-20 febbraio la squadra da battaglia dell'ABDA Command attaccò in due distinte riprese attraverso lo Stretto di Badung: il Michishio era stato distaccato a protezione del danneggiato Sagami Maru e, arrivato tardi in battaglia, rimase vittima del fuoco incrociato di quattro vecchi cacciatorpediniere statunitensi. I danni furono gravi, la nave rimase immobilizzata e l'equipaggio contò tredici morti e ottantatré feriti (per un'altra fonte ci furono sessantaquattro vittime). Fu preso a rimorchio dall'Arashio e portato nella baia di Makassar, dove dal 22 febbraio cominciò un raddobbo provvisorio. Il 10 aprile l'intera 8ª Divisione cacciatorpediniere passò alle dipendenze della 4ª Squadriglia, sempre sottoposta alla 2ª Flotta, e quel giorno stesso il Michishio riuscì a partire per raggiungere con i propri mezzi Formosa e, infine, l'arsenale di Yokosuka. Fu subito posto in bacino di carenaggio e il 15 maggio fu redesignato nave da servizio speciale; il 14 luglio, siccome tutti i suoi componenti erano in riparazione, l'8ª Divisione fu designata "riserva speciale" e rimossa dall'ordine di battaglia della Marina imperiale.
Il 20 ottobre il Michishio poté riprendere servizio e l'8ª Divisione fu riattivata come unità di prima linea. Al comando del capitano di fregata Kiyoshi Tomura, subentrato il 15 agosto a Ogura, lasciò il 22 Yokosuka e il 30 arrivò alla piazzaforte di Rabaul in Nuova Britannia nord-orientale, base principale delle operazioni giapponesi nelle isole Salomone e verso la contesa isola di Guadalcanal; il 2, il 5 e l'8 novembre il Michishio recò truppe in quest'ultima località. Nella battaglia navale del 12-15 novembre 1942 affiancò la forza di incrociatori pesanti dell'8ª Flotta del viceammiraglio Gun'ichi Mikawa, la quale cannoneggiò l'aeroporto sull'isola nella notte del 13-14 novembre senza opposizione: la mattina del 14, però, la squadra fu bersagliata varie volte dal cielo mentre ripiegava su Rabaul e il Michishio fu mancato di poco da vari ordigni che esplosero verso poppa, le cui concussioni furono però sufficienti a disabilitare l'impianto propulsivo. Rimasto senza energia motrice dovette essere rimorchiato sino alla baia protetta delle isole Shortland, ove furono intrapresi fallimentari tentativi di riparazione; spostato poi a Rabaul e infine alla grande rada di Truk negli ultimi giorni di dicembre, fu sottoposto ad altri interventi che però non riuscirono a riattivarne i motori.

### 1943-1944 e l'affondamento
Passato il 25 gennaio 1943 al comando del capitano di fregata Yasuatsu Suzuki e transitato il 25 febbraio (con il resto della divisione) alla 3ª Squadriglia cacciatorpediniere, dipendente dall'8ª Flotta, il Michishio fu preso al traino dal cacciatorpediniere Hamakaze a inizio marzo e il 17 poté ormeggiarsi all'arsenale di Yokosuka: il 1º aprile fu redesignato nave da servizio speciale e cominciarono lunghi lavori di raddobbo. Fu anche aumentata la dotazione contraerea, rimpiazzando la torre sopraelevata di poppa con due installazioni triple di cannoni Type 96 da 25 mm L/60 e costruendo un ballatoio rialzato tra la plancia e la torre d'artiglieria prodiera, ospitante un affusto binato di pezzi da 25 mm. Dopo essere passato sotto la responsabilità di vari ufficiali, il 15 ottobre il Michishio ebbe come comandante il capitano di fregata Noboru Haraguchi; il 1º novembre fu trasferito alla 24ª Divisione cacciatorpediniere, già formata dall'Umikaze e dal Suzukaze e operante agli ordini della 2ª Squadriglia (2ª Flotta). Il 14 le riparazioni furono completate e, dopo una necessaria messa a punto finale, il Michishio poté salpare da Kure il 2 dicembre con rotta su Truk: da questa base salpò il 29 dicembre a fianco degli incrociatori pesanti Kumano e Suzuya, che scaricarono truppe a Kwajalein il 31 e rientrarono la sera del 1º gennaio 1944.
La base di Truk, comunque, cominciava a essere sempre meno sicura per le grandi unità della Marina imperiale a causa della profonda penetrazione della Quinta Flotta statunitense e della sua pericolosa squadra di portaerei; il 10 gennaio, dunque, il Michishio scortò la nave da battaglia Yamato a Kure (16 gennaio), proseguì sino a Yokosuka e salpò il 25 a protezione di un convoglio carico di truppe verso Truk. Arrivato a destinazione il 1º febbraio, ripartì nove giorni dopo per Yokosuka con lo Shiratsuyu, il Tamanami, l'incrociatore leggero Oyodo e la nave da battaglia Musashi; il viaggio fu completato il 15 febbraio e il 20 il cacciatorpediniere fu inviato nelle ex Indie olandesi con incarichi di pattugliamento e scorta nell'area del Borneo. Nella seconda metà di marzo il Michishio fu aggregato alla scorta di un convoglio sulla tratta isole Lingga-isole Palau, arcipelago dal quale partì il 29 marzo a fianco della Musashi, richiamata a Kure dacché anche le Palau si erano rivelate esposte ai colpi dei gruppi imbarcati nemici. Arrivato in arsenale il 3 aprile il Michishio ebbe notizia che, il 31 marzo, era stato riassegnato con il gemello Yamagumo e il Nowaki alla 4ª Divisione della 10ª Squadriglia cacciatorpediniere, sottoposto alla 3ª Flotta del viceammiraglio Jisaburō Ozawa; rimase, comunque, ancora per un mese circa nelle acque nipponiche. In questo periodo l'unità fu equipaggiata con un radar Type 22 per bersagli navali, assicurato all'albero tripode prodiero opportunamente rinforzato, e scambiò le due coppie di cannoni Type 96 da 25 mm ai lati del fumaiolo posteriore con due impianti tripli. Il 1º maggio il Michishio fu affidato pro tempore agli ordini del capitano di vascello Kameshirō Takahashi, comandante della divisione che lo aveva scelto quale sua ammiraglia. Le unità furono condotte a Saeki e da qui la divisione salpò il 10 a fianco della Musashi e delle portaerei Zuiho, Chiyoda e Chitose. La formazione arrivò all'ancoraggio di Tawi Tawi il 16 dopo una tappa a Okinawa e il 1º giugno il Michishio passò sotto la responsabilità del capitano di corvetta Tomō Tanaka. Le forze giapponesi lasciarono l'ancoraggio pochi giorni dopo navigando verso le isole Marianne, dove era previsto di ingaggiare la Quinta Flotta statunitense: nella battaglia del Mare delle Filippine (19-20 giugno) il Michishio fu aggregato allo schermo difensivo delle tre portaerei formanti il nucleo della Forza "B", ma non ebbe alcun ruolo nei combattimenti. Dopo la sconfitta ripiegò con le unità gregarie a Okinawa, ma il 23 la divisione fu dirottata nelle Filippine a Guimaras per incontrarsi con alcune petroliere; la riunione fu effettuata tre giorni dopo e il convoglio fece rotta su Davao, ma durante la traversata la Itsukushima Maru fu silurata e immobilizzata presso Negros. Il Michishio e il resto della divisione collaborarono nel recupero del prezioso carburante a bordo, giunsero il 29 a destinazione e salparono il 1º luglio di scorta alla vecchia corazzata Fuso, accompagnandola dapprima a Tarakan e poi a Kure (15 luglio). Il Michishio si spostò in seguito a Sasebo e il 15 agosto,con le unità gregarie, lasciò il porto a fianco dell'incrociatore da battaglia rimodernato Haruna per raggiungere Singapore, eletta a nuova base d'oltreoceano per le forze da battaglia della Marina imperiale e toccata il 21. Il Michishio rimase dunque nell'area per le settimane successive. In un momento imprecisato di questo periodo fu fornito di otto/dodici cannoni Type 96 da 25 mm su affusto singolo, piazzati lungo il ponte e sul castello prodiero; fu anche implementato un radar Type 13 da ricerca aerea (fissato alla cima dell'albero di maestra), furono rimossi i paramine e metà della scorta di siluri. È più incerto l'incremento a trentasei delle bombe di profondità, forse avvenuto già in precedenza. A causa delle modifiche succedutesi nel tempo, il dislocamento standard crebbe oltre le 2000 tonnellate, quello a pieno carico a 2677 tonnellate e la velocità massima si ridusse a 29 nodi.
Nel quadro della cruciale operazione Shō-Gō 1 il Michishio arrivò a metà ottobre alle isole Lingga e il 17 salpò di scorta alla squadra di rifornimento per le forze appositamente riunite a Brunei, dove il mattino del 22 ottobre fece il pieno di carburante attigendo dai depositi della Fuso. Partì nel pomeriggio aggregato alla squadra del viceammiraglio Shōji Nishimura, che comprendeva inoltre la nave da battaglia Yamashiro, l'incrociatore pesante Mogami e i cacciatorpediniere Asagumo, Yamagumo e Shigure. La squadra passò attraverso il Mar di Sulu e a nord di Mindanao per percorrere da sud lo Stretto di Surigao e sbucare così a meridione delle teste di ponte statunitensi a Leyte. Nella notte del 24-25 ottobre le unità giapponesi cozzarono però contro il massiccio schieramento della Settima Flotta: il Michishio si trovava in testa con le due unità sorelle e fu investito in pieno dal preventivo attacco silurante eseguito da un gruppo di cacciatorpediniere americani. Poco dopo le 03:00 un siluro proveniente dall'USS McDermut inflisse danni gravi e lasciò il Michishio alla deriva, in fiamme; durante il secondo attacco statunitense un altro ordigno, lanciato dall'USS Hutchins, lo centrò alle 03:30 circa e la risultante esplosione lo fece colare a picco in mezzo allo stretto (10°25′N 125°23′E). Dell'equipaggio si salvarono soltanto quattro uomini, compreso il comandante Tanaka, e tutti furono fatti prigionieri. Tra i morti invece figurò anche il capitano Takahashi.
Il Michishio fu rimosso il 10 gennaio 1945 dalla lista del naviglio in servizio con la Marina imperiale.